# 胜利街道 (牙克石市)
胜利街道，是中华人民共和国内蒙古自治区呼伦贝尔市牙克石市下辖的一个乡镇级行政单位。

## 行政区划
胜利街道下辖以下地区：
胜南社区和胜华社区。